# Aleksander Natanson
Aleksander Natanson (ur. 1867 w Warszawie, zm. 1936 w Paryżu) – syn bankiera Adama Natansona, prawnik, wydawca „La Revue blanche”, wolnomularz
Uczęszczał do paryskiego Lycée Condorcet, gdzie spotkał przyszłych malarzy Edwarda Vuillarda, Maurice Denisa, pisarza Marcela Prousta i historyka Daniela Halévy. Ukończył studia prawnicze. 
Wraz z braćmi Ludwikiem-Alfredem i Tadeuszem uczestniczył w założeniu dwumiesięcznika La Revue blanche, który stał się ośrodkiem wymiany poglądów paryskiej awangardy artystycznej końca XIX i początku XX wieku. W redakcji zajmował się sprawami finansowymi.